# عبد الرحمن هشام
عبد الرحمن هشام (مواليد 1992) لاعب شطرنج مصري. مُنح لقب أستاذ كبير من الاتحاد الدولي للشطرنج عام 2016.

## حياته المهنية
فاز هشام ببطولة أفريقيا للشطرنج عام 2016، وحصل على لقب الأستاذ الكبير.
كما مثّل مصر في أولمبياد الشطرنج مرتين. في عام 2016، لعب على اللوحة 5، وحصل على 5.5/9. وفي عام 2018، لعب على اللوحة 4، وحصل على 4.5/9.
انتقل العديد من اللاعبين المصريين إلى اتحادات أخرى لفترة وجيزة في عام 2024 بسبب تعليق الاتحاد الدولي للشطرنج لعضوية الاتحاد المصري للشطرنج.

## روابط خارجية
- عبد الرحمن هشام على موقع الاتحاد الدولي للشطرنج (الإنجليزية)
- عبد الرحمن هشام على موقع مباريات الشطرنج (الإنجليزية)
- عبد الرحمن هشام على موقع 365Chess.com (الإنجليزية)
- عبد الرحمن هشام على موقع Chesstempo.com (الإنجليزية)